# Lepanus ovatus
Lepanus ovatus är en skalbaggsart som beskrevs av Vladimir Balthasar 1966. Lepanus ovatus ingår i släktet Lepanus och familjen bladhorningar. Inga underarter finns listade i Catalogue of Life.